# Molinska skrönor
Molinska skrönor (under produktionen kallad Molins fontän) är samlingsnamnet på en svensk TV-serie som består av fyra knappt en timme långa filmer av olika regissörer och inspirerade av Lars Molin. Filmerna skapades av några av Sveriges mest erfarna manusförfattare och dramatiker samt producenten Göran Lindström och hans bolag Trelands Film.
Serien spelades in 2008 och Sveriges television uppgav att serien skulle sändas med början i december samma år, men efter att bolaget Trelands Film gått i konkurs försenades sändningen till 2010.

## Produktion
Seriens budget uppgick till 18 miljoner kronor av vilka SVT, som var beställare och huvudfinansiär, hade betalat 14 miljoner. När filminspelningarna avslutats framkom att produktionen hade resulterat i obetalda räkningar till flera regissörer, skådespelare, övriga i filmteamet, labbet och andra leverantörer. Regissören Kjell-Åke Andersson och Teaterförbundets Ulf Mårtens krävde att SVT skulle täcka upp mellanskillnaden. Gunnar Carlsson, chef för SVT Drama, sade att Trelands Film hellre fick gå i konkurs, vilket också skedde.
Det väckte frågan om Sveriges television betalade för lite för sina externa produktioner, något som Gunnar Carlsson menade absolut inte stämde, att det istället var dyrare att låta externa bolag producera och att problemet med Molins fontän berodde på att produktionen hade gått över budget.
SVT kunde inte sända filmerna eftersom musiker, skådespelare och andra upphovsrättsinnehavare inte hade fått betalt och enligt konkursboet var dessa inte prioriterade fordringsägare. Konkursförvaltaren ifrågasatte att filmerna inte kunde visas utan att upphovsrättsinnehavarna fått full betalning, vilket Håkan Bjerking vid Teaterförbundet sade var absurt. I november 2008 fanns filmerna fortfarande på filmlabbet som åberopade retentionsrätten och vägrade att lämna ifrån sig materialet innan de hade fått betalt.

## Avsnitt
Fyra filmer ingår i serien:

### "TV-feber"
- I huvudrollerna: Göran Ragnerstam, Eva Fritjofsson och Eric Johansson.
- Manus: Ulf Malmros och Lars "Vasa" Johansson.
- Regi: Kjell-Åke Andersson

### "Den ryska dörren"
- I huvudrollerna: Olle Sarri, Björn Gedda och Saga Gärde.
- Manus: Erik Norberg
- Regi: Patrik Eklund

### "En busslast kärlek"
- I huvudrollerna: Marika Lindström, Tova Magnusson-Norling, Björn Granath och Ingela Olsson.
- Manus: Maria Essén och Måns Holmqvist
- Regi: Maria Essén

### "Sture och Kerstin forever"
- I huvudrollerna: Ulf Brunnberg och Lena Strömdahl.
- Manus: Soni Jörgensen
- Regi: Tova Magnusson-Norling